# Franciszek Ksawery Niesiołowski
Ksawery Franciszek Niesiołowski hrabia herbu Korzbok (ur. 1773 w Lachowiczach, zm. 15 września 1843 w Rybitwach) – generał powstania kościuszkowskiego, generał brygady armii Księstwa Warszawskiego, generał brygady Królestwa Polskiego, generał brygady powstania listopadowego, senator-kasztelan Królestwa Polskiego od 8 sierpnia 1831, poseł na Sejm w 1830.

## Życiorys
Urodził się w 1773, w rodzinie Józefa, generała lejtnanta wojsk litewskich i Katarzyny z książąt Massalskich.
W 1788 został generałem–szefem 6 Regimentu Pieszego Litewskiego. W 1792 uczestnik wojny z interwencją rosyjską. Odznaczył się w bitwie pod Brześciem. Po zwycięstwie targowiczan wziął dymisję.
Działał w sprzysiężeniu insurekcyjnym i po wybuchu powstania kościuszkowskiego 1794 walczył w obronie Wilna, potem pod Sałatami i innych bitwach. Generał z awansu T. Kościuszki. Po upadku powstania pozostał poza służbą. Powrócił do niej w 1812 jako inspektor piechoty w Komitecie Wojskowym Tymczasowego Rządu Litwy. Jako generał wziął udział w wyprawie Napoleona I na Moskwę i kampanii 1813-1814.
W armii Królestwa Polskiego dowódca 2 Brygady Piechoty 2 Dywizji Piechoty, zdymisjonowany w 1817. Po wybuchu powstania 1830 ponownie w służbie jako zastępca gubernatora wojskowego Warszawy. Jako poseł z powiatu kazimierskiego województwa lubelskiego na sejm powstańczy podpisał 25 stycznia 1831 akt detronizacji Mikołaja I Romanowa. Krótko dowódca Brygady Piechoty – zdymisjonowany w czerwcu 1831. Aresztowany przez Rosjan podczas próby przedostania się do Prus i zesłany do Wołogdy. Po uwolnieniu w 1833 powrócił do swoich dóbr na Litwie. Zmarł 15 września 1843. Został pochowany w kościele parafialnym w Rybitwach.
Był członkiem kapituły loży wolnomularskiej Rycerze Gwiazdy z loży Bracia Zjednoczeni, której był mistrzem.

## Ordery i odznaczenia
- Krzyż Kawalerski Orderu Virtuti Militari za kampanię 1812[8][9]
- Order Świętej Anny 2 klasy z brylantami[4]